# Ignacio Warnes

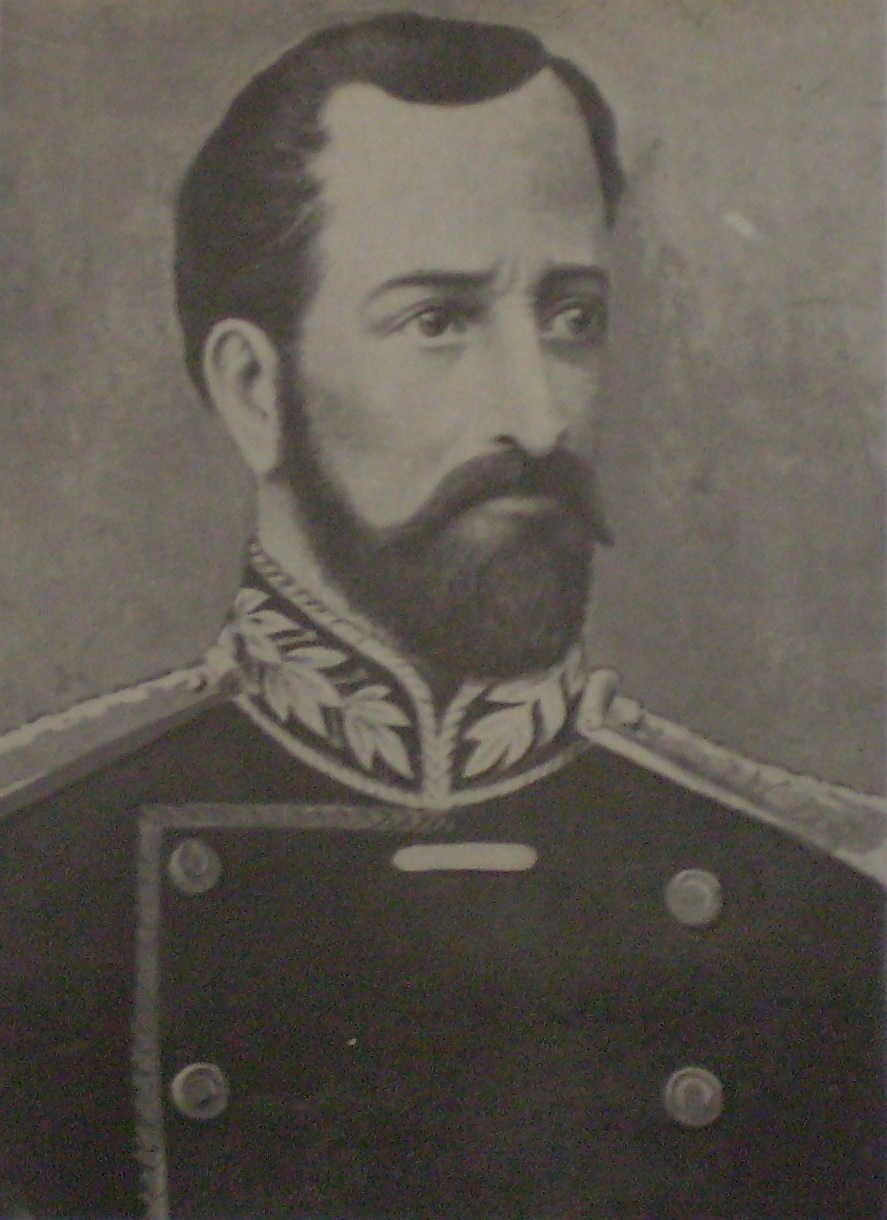
Ignacio Warnes

José Ignacio Warnes García de Zúñiga (* 1772 in Buenos Aires; † 21. November 1816 in El Parí) war ein argentinischer Oberst, der im argentinischen Unabhängigkeitskrieg auf Seiten der Aufständischen gegen die Spanier gekämpft hat. Er fand den Tod in der Schlacht von El Parí gegen Oberst Francisco Javier Aguilera.
José Ignacio Warnes war Sohn des Bürgermeisters von Buenos Aires, Manuel Antonio José Gervasio Warnes Durango, und von Ana Jacoba García de Zúñiga Lizola. Seine Schwester Manuela war verheiratet mit José Joaquín Prieto Vial, Präsident der Republik Chile von 1831 bis 1841.
Ihm zu Ehren trägt heute die Provinz Ignacio Warnes in Bolivien seinen Namen, ebenso wie die Hauptstadt dieser Provinz, Warnes.
| Personendaten    | Personendaten         |
| ---------------- | --------------------- |
| NAME             | Warnes, Ignacio       |
| ALTERNATIVNAMEN  | Warnes, José Ignacio  |
| KURZBESCHREIBUNG | argentinischer Oberst |
| GEBURTSDATUM     | 1772                  |
| GEBURTSORT       | Buenos Aires          |
| STERBEDATUM      | 21. November 1816     |
| STERBEORT        | El Parí               |